# 보성고등학교 (서울)
서울보성고등학교(서울普成高等學校)는 대한민국 서울특별시 송파구 방이동에 있는 사립 고등학교이다. 대한제국 시대 말기였던 1906년 9월 22일에 첫 개교하였다.

## 학교 연혁
- 1906년 9월 5일: 이용익이 창립하며 교명을 '사립 보성중학교'라 칭하고 동년 9월 5일 학부에서 설립 인가를 받아 신해영을 교장에 임명했으며, 신입생 240명을 모집하여 동월 22일 경성 중부 박동 10통 1호(지금의 서울 수송동 44번지)에 개교함
- 1907년 2월 24일: 설립자 이용익이 러시아 블라디보스토크에서 서거하여 손자 이종호로 계승됨
- 1907년 4월 24일: 교장 신해영이 일본 유학생 감독에 임명되어 교감 박승혁이 교장대리 겸무에 임명됨
- 1910년 12월 20일: 천도교가 설립자가 됨
- 1914년 7월 1일: 교명을 '사립 보성고등보통학교'라 개칭함
- 1922년 4월 1일: 신교육령에 의하여 보습과를 폐지하고 학년을 5학년으로 연장하면서 교명을 '보성고등보통학교'로 개칭함
- 1924년 1월 5일: 재단법인 조선 불교 중앙교무원이 설립자가 됨
- 1925년 5월 1일: 경성부 혜화동 1번지에 대지 총 3,851평, 본관 연와조 2층 건평 500평, 부속건물 목조 단층 114평을 신축 기공함
- 1927년 5월 1일: 경성부 혜화동 1번지에 교사 준공함
- 1935년 9월 11일: 재단법인 고계학원이 설립자가 됨
- 1938년 4월 1일: 조선교육령 개정에 의하여 교명을 '보성중학교'로 개칭함
- 1945년 10월 8일: 동성학원 설립자 전형필이 제12대 교장에 취임함
- 1950년 5월 1일: 신교육령에 의하여 '보성고등학교' 설립인가를 받음
- 1951년 4월 1일: 부산 영주동에 임시연락사무소를 정하여 피란학생 등록 개시함
- 1953년 4월 1일: 서울 분교를 명동 천주교회당 내에 설치하고 재경학생을 수용하여 수업을 시작함
- 1954년 6월 18일: 교사로 복귀함
- 1976년 9월 5일: 창립 70주년 기념식을 거행함 (과학관을 완공하고 설립자 이용익의 동상과 간송 전형필의 동상을 제막함)
- 1987년 9월 26일: 방이동 신교사를 기공함 (교사 총평 6,844평, 본관 및 체육관, 전통관)
- 1989년 5월 20일: 방이동 신축교사를 준공함
- 2008년 5월 15일: 보성 100주년 기념관을 준공함
- 2010년 2월 28일: 식당동을 준공함
- 2017년 3월 1일: 제27대 박형송 교장이 취임함
- 2020년 9월 1일: 제28대 이상현 교장이 취임함

## 운동부
아이스하키부와 유도부를 운영하고 있다. 과거에 축구부도 운영하였으며 1921년 제1회 전조선축구대회에 참가하였고1940년 일본전국고교축구선수권대회에 참가하여 우승을 하는 등초창기 한국 축구 발전에 공헌하였다.
축구부는 1945년 을유 해방 후까지 존속하다가 해체되었다.

## 참고 문헌
- 보성고등학교 - 한국교육학술정보원 학교알리미

## 같이 보기
- 보성고등학교 축구단
- 보성고등보통학교 럭비단
- 보성고등보통학교 야구단
- 보성고등보통학교 육상단
- 보성고등보통학교 정구단
- 보성고등보통학교 줄다리기단